# Kara Lynn Joyce
Kara Lynn Joyce (Brooklyn, 25 ottobre 1985) è un'ex nuotatrice statunitense.
Specializzata nelle gare veloci di stile libero, ha vinto due medaglie d'argento alle olimpiadi di Atene 2004 nelle staffette.

## Palmarès
- Olimpiadi

Atene 2004: argento nella 4x100m sl e nella 4x100m misti.
Pechino 2008: argento nella 4x100m sl e nella 4x100m misti.
- Mondiali

Montreal 2005: bronzo nella 4x100m sl.
Melbourne 2007: oro nella 4x200m sl e argento nella 4x100m sl.
Shanghai 2011: argento nella 4x100m sl.
- Mondiali in vasca corta

Indianapolis 2004: oro nella 4x100m sl e argento nella 4x100m misti.
Dubai 2010: argento nella 4x100m sl.
- Giochi PanPacifici

Victoria 2006: oro nei 50m sl e nella 4x100m sl.
- Giochi panamericani

Santo Domingo 2003: oro nei 50m sl.